# Schmitten (Fribourg)
Pour les articles homonymes, voir Schmitten.
Schmitten est une localité et une commune suisse du canton de Fribourg, située dans le district de la Singine.

## Histoire
Diverses découvertes archéologiques ont été effectuées à Schmitten, dont des vestiges mésolithiques, un tumulus hallstattien ainsi que des objets en bronze et en fer de La Tène. Une nécropole romaine fréquentée entre la fin du Ier siècle et le début du IIe siècle a en outre été découverte en 2018. Un habitat remontant au haut Moyen Age est documenté par une chapelle mentionnée dès le IXe siècle et par des cabanes du XIe siècle ou XIIe siècle.
La commune de Schmitten s'est séparée de Guin en 1922.

## Géographie
Selon l'Office fédéral de la statistique, Schmitten mesure 13,5 km2. 13,1 % de cette superficie correspond à des surfaces d'habitat ou d'infrastructure, 72,1 % à des surfaces agricoles, 14,4 % à des surfaces boisées et 0,4 % à des surfaces improductives.
En plus du village de Schmitten, la commune comprend les hameaux de Berg, Burg, Fillistorf, Lanthen, Mühletal, Ried, Tützenberg et Zirkels, les domaines de Bunziwil, Hohe Zelg et Wiler ainsi que les groupes de fermes de Betlehem et Vetterwil.
Schmitten est limitrophe de Wünnewil-Flamatt, Tavel, Guin et Bösingen.

## Démographie
Selon l'Office fédéral de la statistique, Schmitten compte 4 262 habitants en 2022. Sa densité de population atteint 316 hab./km2.
Le graphique suivant résume l'évolution de la population de Schmitten entre 1850 et 2008 :